# История экономики Эстонии
История экономики Эстонии — экономические события на территории современной Эстонии с момента начала организованной хозяйственной деятельности и до сегодняшнего дня.

## До XVIII века
До XVII века основой экономики территории, где расположена нынешняя Эстония, служила торговля. В силу выгодного территориального расположения, через Ревель (Таллин) и Нарву проходили товары из Западной Европы в Россию и обратно. Река Нарва обеспечивала связь с Россией: Псковом, Новгородом, Москвой. Основное число аристократов-землевладельцев в Эстонии составляли немцы и шведы. В 1671 году был принят закон, разрешающий возвращение бежавших крестьян, а также их запись в крепостных книгах. В средние века Эстония являлась крупным поставщиком зерна в северные страны. В XVII веке началась индустриализация добывающих отраслей и деревообработки.

## Эстонские земли в составе Российской империи (1721—1917)
В 1802 году была проведена реформа, смягчающая крепостное право, обеспечивающая имущественные права крестьян на движимое имущество, и создавшая суды для решения крестьянских вопросов. Упразднение крепостного права в 1816 стало важным шагом на пути освобождения эстонских крестьян от немецкой зависимости, однако прошло ещё несколько десятилетий, прежде чем они получили право приобретать землю в собственность.
Аграрный закон 1849 года разделил земли поместий и разрешил продавать и сдавать землю в аренду крестьянам. В 1863 году крестьяне получили удостоверяющие личность документы, и право на свободу передвижения. К концу XIX века более 80 % крестьян в населённых эстонцами северных уездах Лифляндской губернии (юг и центр современной Эстонии) и свыше 50 % в Эстляндской губернии (север современной Эстонии) являлись владельцами или арендаторами земли, что положительно сказалось на экономике страны.

## 1917—1919 годы
К 4 марта 1918 года все эстонские земли были полностью оккупированы немцами и включены в Область Верховного командования всеми германскими вооружёнными силами на Востоке. Оккупационные власти отменили постановления советов о конфискации собственности, в том числе поместий, и вернули их прежним владельцам. В свою очередь, значительное количество имущества было реквизировано и вывезено в Германию.

## 1920-е—1930-е годы
Независимость страны вызвала необходимость решить, как именно будут использоваться национальные ресурсы, найти новые рынки. Оборудование промышленных предприятий было устаревшим, качество продукции низким, промышленность сильно зависела от импортируемого сырья, многие предприятия были разрушены во время войны. Экономическая политика правительства Эстонии была направлена на индустриализацию страны и на создание экспортонаправленных отраслей. Банк Эстонии выдал кредиты на основание новых предприятий. Экономика Эстонии в значительной степени зависела от торговли с СССР, главной статьёй эстонского экспорта в СССР была бумага.
Росту экономики дала импульс земельная реформа — конфискованные крупные землевладения остзейских немцев были переданы малоземельным хуторянам и ветеранам войны за независимость. В результате реформы численность хуторов в стране увеличилась почти вдвое (52 тыс. выкупленных, 23 тыс. арендованных и 56 тыс. новопоселенческих хуторов).
После экономического спада 1923—1924 годов министр финансов Отто Штрандман инициировал новую экономическую политику, направленную на развитие экспортоориентированного сельского хозяйства и промышленности, ориентированной на внутренний рынок.
В 1928 году была проведена денежная реформа и марка заменена на крону, курс которой был привязан к английскому фунту стерлингов. В 1929 году было подписано торговое соглашение между Эстонской Республикой и Советским Союзом.
Для развития самостоятельной экономики Эстонии существовали как позитивные, так и негативные факторы.
Позитивные:
- сложившееся ещё в царское время промышленное производство — текстильная промышленность, металлообработка, машиностроение, судостроение, производство стройматериалов;
- сеть железных дорог, объединяющих внутренний рынок;
- выгодное географическое положение на перекрестке торговых путей между Западом и Востоком, что способствует транзитной торговле;
- 15 млн золотых рублей, полученных от Советской России;
- экономические концессии по Тартускому миру;
- аграрная реформа 1919 года.

Негативные:
- часть оборудования предприятий вывезено во время Первой мировой войны;
- текстильная промышленность, металлобработка и машиностроение зависели от сырья из России;
- нарушились экономические связи;
- долг США, Великобритании, Франции, Финляндии;
- США перестали поставлять продовольствие из-за заключения Тартуского мира;
- по оптации вернулось более 37 тысяч человек, которым необходимы жильё, работа.

Во время мирового экономического кризиса (1929—1933) цены на эстонские экспортные товары резко упали — спад производства в ориентированных на экспорт отраслях достиг 30 %, количество безработных выросло до 25 тыс. Во второй половине 1930-х годов начался рост промышленного производства (до 14 % в год).
Согласно довоенному исследованию одного из ведущих довоенных экономистов мира, создателя экономической концепции Валового Национального Продукта (ВНП) Колина Кларка, сравнившего экономические показатели 53 стран в период с 1925 по 1934 год (на который приходится больно ударившая по Балтии Великая депрессия), средний реальный подушный доход занятого жителя Эстонии в указанный период составлял 341 доллар, в то время как средний реальный подушный доход занятого жителя США составлял 1381 долларов, Великобритании — 1069 долларов, Франции — 684 долларов, а Германии — 646 долларов.
Во второй половине 1930-х годов начался рост промышленного производства (до 14 % в год). К 1938 году доля промышленности в национальном доходе достигла 32 %. Доля промышленной продукции в эстонском экспорте выросла с 36 % в конце 1920-х до 44 % к концу 1930-х. Были созданы новые предприятия, усовершенствованы производственные технологии. Добыча горючего сланца к 1939 г. достигла 2 млн тонн, было произведено 181 тыс. тонн сланцевого масла и 22,5 тыс. тонн сланцевого бензина. Главными торговыми партнерами были Великобритания и Германия. Большое значение для экономики страны имели текстильная, химическая и пищевая промышленность, металлообработка, деревообработка, производство бумаги, добыча торфа и фосфоритов. Было развито сельское хозяйство. В некоторых отраслях промышленности доминировал иностранный капитал.
Главными торговыми партнёрами были Великобритания и Германия. Доля СССР во внешнеторговом обороте к концу 1930-х заметно сократилась. Эстония экспортировала мясные продукты, масло, рыбу, яйца, текстильные товары, бумагу, целлюлозу, фанеру, сланцевое масло и бензин, цемент и стекло; импортировались промышленная продукция и сырьё.
Особенностью экономики Эстонии 1930-х годов стало развитие кооперативного движения. В 1939 году «Кооперативный союз Эстонии» объединял свыше 3 тыс. кооперативов, насчитывавших 284 тыс. членов. 200 кооперативных банков обслуживали 77 тыс. клиентов, располагали 52 % всех депозитов в стране и выдали 51 % всех ссуд. 314 молочных кооперативов с 32 тыс. членов произвели 98 % масла и 17 % сыра Эстонии.
Доктор исторических наук Пеэтер Варес пишет, что к началу Второй мировой войны «экономическое положение в стране было стабильным, трудовая занятость высокой, жизненный уровень приближался к уровню жизни Швеции и Норвегии, будучи при этом выше, чем в Финляндии».

## В составе СССР
После окончания Великой Отечественной войны советская власть начала реорганизацию экономики Эстонии на социалистический лад. Число занятых на производстве возросло с 26 тысяч человек в 1945 году до 81 тысячи в 1950 году. Экономика Эстонии во всё большей мере интегрировалась в экономику СССР через поставки сырья и комплектующих изделий. Развивалась материалоёмкая и трудоёмкая энергетическая промышленность.
С 21 мая 1947 года была начата коллективизация сельского хозяйства. С 1950 года началось слияние малых колхозов в крупные социалистические хозяйства. В результате централизации сельхозпроизводства к 1955 году в Эстонии было 908 колхозов и 97 совхозов.
В 1970—1980-е годы темпы экономического роста в промышленности и сельском хозяйстве Эстонии начали снижаться, а к 1990 их рост совсем прекратился.
В 1970-е — 1980-е годы Эстония фактически находилась на первом месте в СССР по объёму инвестиций в основной капитал на душу населения.
По данным ОЭСР, в 1990 году ВВП Эстонии по ППС составлял 10 733 доллара США на душу населения.

## 1991—2003 годы
В августе 1991 года Эстония провозгласила свою независимость.
Проводимые реформы можно разделить на 4 группы:
- Либерализация;
- Стабилизация;
- Приватизация;
- Структурные и институциональные реформы.

Согласно утверждениям бывшего премьер-министром Эстонии с октября 1992 года по ноябрь 1994 Марта Лаара:

В январе 1992 года ситуация в Эстонии была критическая. Падение советской власти породило хаос внутри нового независимого государства. Магазины были пусты, люди стояли в длинных очередях, чтобы купить продукты. На хлеб и молоко действовала карточная система. Российский рубль обесценивался. Спад промышленного производства в 1992 году составил более 30 %. Реальная заработная плата была сокращена на 45 %, инфляция составляла 1 000 %, цены на топливо возросли на 10 000 %.
До обретения независимости Эстония всецело зависела от России. Советский Союз был для Эстонии главным рынком сбыта, куда импортировалось 92 % произведенной в Эстонии продукции. Эстония практически не «производила товары, с которыми она могла бы выйти на мировой рынок. Последствия плановой экономики в новых условиях являлись разрушительными для обстановки в стране в целом. С обретением независимости Эстония получила возможность самостоятельно проводить реформы. Однако на тот момент административный аппарат подходил больше для управления советским государством, но не для управления новой независимой республикой: не многие политики имели ясное представление о том, как должна функционировать рыночная экономика и как осуществить к ней переход.

### Экономические реформы

#### Либерализация
Первый этап экономических реформ в Эстонии был проведён ещё в тот период, когда она являлась частью Советского Союза. В 1991 году Эстония определила правовые рамки, которые открыли возможность иностранного инвестирования. В декабре 1992 года был проведён ещё один этап либерализации. Начиная с 1993 года, государство регулировало ценообразование только на электричество, отопление и государственное жильё.
Переход к капитализму в Эстонии осуществлялся с помощью быстрой либерализации экономики. Как и многие государства с переходной экономикой Эстония пережила ценовой шок. В 1992 году потребительские цены возросли по сравнению с предшествующим годом на 1073 %.
Ценовой взрыв повлек за собой и спад производства. По данным Европейской экономической комиссии ООН, в 1992 году ВВП Эстонии сократился по отношению к предшествующему году на 14,2 %, в 1993 — на 8,6 %, в 1994 — на 2,7 %. Промышленное производство за те же годы снизилось, соответственно, — на 38,9 %, на 29,1 % и на 5,3 %. По данным ОЭСР, в 1994 году ВВП Эстонии по ППС составлял 8123 доллара США на душу населения. В итоге в ходе трансформационного кризиса в Эстонии произошёл очень глубокий спад — ВВП Эстонии снизился в общей сложности на 35 %.
В 1994 году Эстония подписала с ЕС договор о свободной торговле, а к 1995 году подала заявку на вступление в ЕС.
Эстония начала выходить на международный рынок. Были сняты ограничения для установления внешних связей, как для предприятий, так и для частных лиц. В течение первых лет переходных реформ практически все таможенные пошлины были отменены, что послужило предпосылкой для развития внешней торговли. В период с 1997—1999 гг. не было ограничений для ведения внешней торговли. Только в начале 2000 года были установлены некоторые пошлины- это было связано с подготовкой ко вступлению в ЕС.

#### Стабилизация
Серьёзной проблемой после провозглашения независимости для Эстонии стала высокая инфляция. В 1991 году уровень инфляции составил 200 %, а в 1992 уровень инфляции поднялся до 1076 %. Сбережения, хранившиеся в рублях, стремительно обесценивались.
С целью макроэкономической стабилизации Эстония сделала ставку на использование особой монетарной системы — валютного совета. Эта система стала применяться с момента введения в июне 1992 года своей национальной валюты — эстонской кроны. Эстонская крона была привязана к немецкой марке по фиксированному курсу — 8 крон за 1 марку. Необходимые для функционирования валютного совета золотовалютные резервы были в основном получены в порядке реституции от Банка Англии, шведского правительства и Банка международных расчётов. Первоначально Эстония имела 90%-е обеспечение кроны и обязательств ЦБ, вскоре обеспечение повысилось до более чем 100 %. Согласно Закону Эстонской Республики о безопасности эстонской кроны от 20 мая 1992 года, вся находящаяся в обращении денежная масса в кронах должна быть обеспечена золотом и запасом конвертируемой иностранной валюты. С 1 января 1999 года крона была привязана к евро, так как Германия начала использовать общеевропейскую валюту.
Установление механизма обеспеченной денежной эмиссии позволило центральному банку прекратить брать кредиты у коммерческих и государственных банков. Как мера предосторожности в 1997 году был создан Эстонский Стабилизационный Резервный Фонд. Начиная с 1997 года уровень инфляции начал постепенно снижаться, а фиксированный курс обмена национальной валюты служил своеобразной связью между уровнем инфляции в Эстонии и Европе.

#### Приватизация
Одной из основных задач приватизации было возвращение национализированной в советское время недвижимости её владельцам или их потомкам. Перед запуском приватизации законами 1993 года «О вещном праве» и «О крепостной книге» была реформирована система вещного права и регистрации прав на недвижимое имущество, за образец была взята система титулов Торренса с открытым реестром.
Приватизация мелких предприятий прошла относительно гладко, большинство их было продано на аукционе.
К 1992 году почти 50 % предприятий были приватизированы, в 1995 около 90 %, в 1997 году 100 %.
Приватизация крупной промышленности проводилась по модели «Treuhand-model», то есть предприятия продавались с помощью международного тендера мажоритарному инвестору. В 1992 году было учреждено Эстонское приватизационное агентство, которое занималось продажей собственности, как местным, так и иностранным покупателям. К концу 1994 года по этой программе было продано 192 предприятия за 100 млн долларов США, около 40 % госкомпаний были проданы иностранным компаниям или совместным предприятиям с участием иностранных инвесторов. Европейские экономисты обычно считали эстонскую модель приватизации более эффективной, чем литовская. По мнению экономистов Л. Григорьева и С. Агибалова, государственная политика приватизации в Эстонии была наиболее строгой среди стран Балтии. Государство не выкупало предприятия, не списывало долги и не предоставляло специальной поддержки, закон о банкротстве соблюдался неукоснительно. В результате, предприятия были поставлены перед выбором — либо приватизация, либо ликвидация, что ускорило переход к частной собственности. В Эстонии было ограничено участие в приватизации неграждан, которые нередко подвергались увольнениям в первую очередь.
К середине 1990-х приватизация была практически завершена. В государственном владении остались только наиболее крупные предприятия. Начиная с 1999 года, частный сектор отвечал за 75 % производства в стране.

#### Налоговые изменения

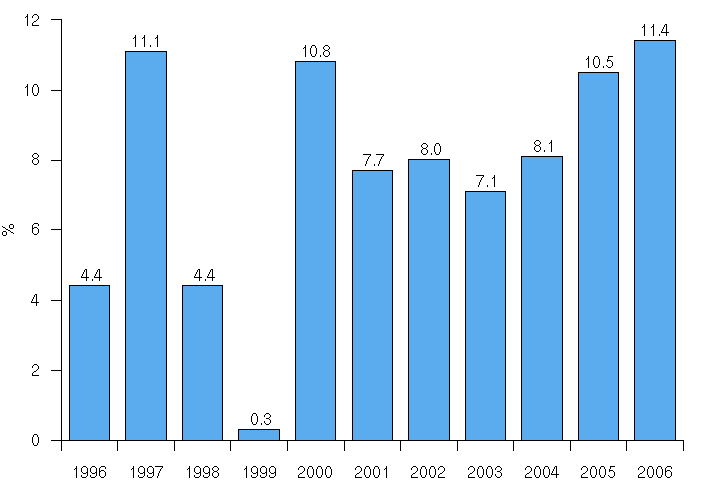
Динамика реального ВВП Эстонии (1995—2006)

В 1994 году Эстония стала одной из первых стран в мире, принявших плоскую шкалу подоходного налога со ставкой 26 % и её последующим ежегодным снижением для запланированного достижения ставки 18 % к 2010 году (поставленная цель не выполнена, ставка подоходного налога в 2010 году составила 22 %). По утверждению Марта Лаара, во второй половине 1990-х годов Эстония получила иностранных инвестиций на душу населения больше любой другой страны в Центральной и Восточной Европе.

### Прочие события
В 1990-е годы в условиях экономических реформ торговля и транзит грузов из России обеспечили занятость населения и загрузку транспортной системы Эстонии. По утверждению газеты «The New York Times», за период с 1991 по 2001 годы Эстония получила значительную прибыль за счёт оплаты Россией пошлин за транзит нефти и иных грузов через таллинский порт. В 1998—1999 годах на экспорт услуг транзитного транспорта приходилось около 14 % ВВП Эстонии. Эстонский госбюджет на 60 % формировался за счёт российского транзита.
В 1999 году Эстония вступила во Всемирную торговую организацию. На уровень 1989 года по объёму ВВП Эстония вышла в 2003 году.

## 2004—2007 годы
В 2004 году Эстония вступила в Евросоюз. Среднегодовые темпы роста составили с 2000 до 2006 включительно по разным данным от 8,51 % до 9,06 %.
Летом 2008 года главный экономист Всемирного банка по региону Европы и Центральной Азии утверждал, что Эстония (наряду с Польшей, Чехией, Венгрией и Словакией) смогла «привлечь значительные объёмы прямых иностранных инвестиций» и участвовать «в глобальных товарных цепочках, ориентированных на удовлетворение производственных потребностей автомобильной промышленности и сектора информационных технологий, экспортируя капитал и товары, произведённые с участием высококвалифицированного персонала».
В 2006—2007 в эстонской экономике стали проявляться признаки перегрева: выросла инфляция, на рынке недвижимости возник ценовой «пузырь», резкий рост внутреннего потребления подстегнул импорт, из-за чего внешнеторговый дефицит к 2006 году вырос до 11 % ВВП.
К 2007 году Эстония занимала первое место по ВВП на душу населения среди бывших республик СССР и 3-е место в Восточной Европе после Словении и Чехии. По утверждению Марта Лаара, к 2007 году Эстония обеспечила рост ВВП до 65 % от среднего уровня 15 наиболее развитых стран ЕС.
Профессор ВШЭ Л.М. Григорьев пишет, что зачастую экономическое развитие стран Балтии в 1992—2007 гг. называли историей феноменального успеха в создании новых институтов рынка и переходе от трансформационного кризиса к росту. Он считает, что экономические успехи стран Балтии были во многом обусловлены «советским наследством» в виде современных инфраструктуры и промышленности, накопленного человеческого капитала, хотя, пишет он, значение этого «наследства» и его влияние на последующее развитие стран Балтии оцениваются неоднозначно. Заведующий кафедрой экономики общественного сектора Тартуского университета профессор Алари Пурью полагает, что быстрый рост производства и экспорта был связан в первую очередь с институциональными и структурными изменениями в эстонской экономике.
Страны Балтии и в первую очередь Эстонию называли «балтийскими тиграми» по аналогии с быстрым ростом экономик Юго-Восточной Азии.
По мнению премьер-министра Эстонии Андруса Ансипа, стремительный рост эстонской экономики, наблюдавшийся до 2008 года, был основан по большей части на заёмных деньгах и не был жизнестойким. При этом в Эстонии не существует проблемы неплатежей, накоплены значительные валютные резервы, а внешний долг правительственного сектора самый маленький из всех стран Европейского союза — 3,5 % от ВВП.
В 2007 году темпы роста экономики Эстонии начали снижаться.

## 2008—2010 годы

Динамика реального ВВП Эстонии (2000—2011)

С начала 2008 года в экономике Эстонии проявились негативные тенденции связанные с мировым финансовым и экономическим кризисом. ВВП снизился на 3,6 %, промышленное производство упало, бюджет на 2009 год впервые принят с дефицитом.
В начале 2008 года было опубликовано исследование «Конкурентоспособность экономики Эстонии сейчас и в будущем», проведённое рабочей группой Тартуского университета по заказу Государственного фонда развития. Согласно работе, эстонская экономика развивается по экономическому пути Греции, то есть в Эстонии превалируют гостиничные услуги и торговля, малопроизводительные строительство, а не высокопроизводительные коммерческие услуги, промышленность и финансовое посредничество. Согласно выводам работы, производительность труда в Эстонии очень низкая и если экономика не будет реорганизована, Эстония никогда не догонит страны Запада.
В 1 квартале 2008 года в экономике Эстонии проявились негативные тенденции. В частности, годовая инфляция выросла до 8,3 %, объём грузоперевозок по железной дороге сократился на 43 %.
Впервые за десятилетие рост ВВП по сравнению с аналогичным периодом прошлого года упал до нуля. Причинами считаются мировой экономический кризис и, как следствие, сокращение внутреннего спроса, уменьшение экспорта (включая российский транзит), снижение инвестиций и доли прибавочной стоимости на основных рынках, демонстрировавших рост в последние пять лет.
По данным европейского статистического бюро Eurostat, Эстония стала единственной страной ЕС, у которой во втором квартале 2008 года по сравнению с показателями того же периода 2007 года рост ВВП оказался отрицательным, ВВП уменьшился на 1,4 %.
23 июля 2008 года рейтинговое агентство Standard & Poor’s утвердило государственный рейтинг долговременных валютных обязательств Эстонии на уровне А с тенденцией к понижению. Агентство аргументировало свою позицию тем, что экономика Эстонии приспосабливается к кризисным явлениям и по-прежнему сохраняет профицит бюджета. В статье «The Baltic Hangover: No More Double Vision» Standard & Poor’s пишет, что текущие события вполне совместимы с ранее спрогнозированным сценарием «мягкой посадки» (англ. «soft-landing» scenario). 3 октября 2008 года рейтинговое агентство Fitch снизило государственный рейтинг Эстонии на одну ступень с уровня А до уровня А- и указало негативный прогноз в отношении рейтинга республики.
По итогам 2009 года ВВП Эстонии упал на 14,1 %, что явилось одним из худших показателей динамики ВВП в мире. За тот же год промышленное производство упало на 26,5 % (более сильное падение было только в Ботсване). К 2009 году по ВВП на душу населения Эстония опустилась на 4-е место в Восточной Европе, уступив по этому показателю Словакии и продолжая лидировать среди стран бывшего СССР. По утверждению ИА «Регнум», в период кризиса Эстония наряду с Болгарией были единственными странами Евросоюза, которые не стимулировали рост экономики и внутреннего потребления и сократили государственные расходы. Международное рейтинговое агентство Moody’s высоко оценило усилия правительства Эстонии по сокращению дефицита бюджета в условиях кризиса.
Глубина экономического спада в Эстонии в период кризиса 2008—2009 годов (около 17 %) была второй по величине среди стран мира (после Латвии). Спад в Эстонии был вызван прежде всего резким падением инвестиций и потребления, последовавшим вслед за схлопыванием пузыря рынка недвижимости. Среди других причин спада называются: неконтролируемый приток капитала, дефицит платёжного баланса, игнорирование валютных рисков, ориентация на ограниченный круг стран-партнёров, правительственные меры, дестабилизировавшие положение в ряде базовых отраслей. В апреле 2010 года экономисты Л. Григорьев и С. Агибалов писали, что глубина спада в странах Прибалтики «заставляет говорить о крахе принятой модели развития».
По официальным данным на лето 2009 года, 19,5 % населения Эстонии жили в относительной бедности (с доходом меньше прожиточного минимума в 4340 эстонских крон в месяц). При этом число абсолютно бедных (то есть тех, кому едва хватает на питание) за 10 лет сократилось почти в 6 раз. Профессор Оксфордского университета Поль Коллер полагает, что «проводимые в Эстонии успешные экономические реформы могут служить примером для бедных стран», а сама Эстония «способна подать пример всему Европейскому союзу».

## 2010—2020 годы
По данным Eurostat, рост промышленного производства в Эстонии в сентябре 2010, по сравнению с сентябрем 2009, составил 31,1 %, таким образом, Эстония занимала тогда первое место в Евросоюзе по данному показателю. В Эстонии также минимальные гос. долг и дефицит госбюджета среди всех стран ЕС и в 2010 году она была одной из двух стран ЕС (вторая — Мальта) сокративших бюджетный дефицит.
По данным статистики, в период с 3-го квартала 2009 по 4-й квартал 2010 наблюдался последовательный рост ВВП. Реальный экспорт в 4-м квартале 2010 года вырос на 53 %. В 2010 году рост ВВП составил 3,1 %. Таким образом, в 2010 году эстонская экономика вышла из кризиса.
9 декабря 2010 года Эстония первой среди постсоветских стран стала членом Организации экономического сотрудничества и развития.
С 1 января 2011 года Эстония перешла на использование евро.
С 1 декабря 2014 года Эстония первой в мире заступила программу e-Residency, которая позволяет людям, которые не являются гражданами Эстонии иметь доступ к таким услугам со стороны Эстонии, как формирование компании, банковские услуги, обработка платежей и оплата налогов.
В 2017 году ВВП Эстонии в пересчёте на жителя достиг 79% от среднего показателя по Европейскому союзу. Это означает, что впервые Эстония поднялась на сравнимый уровень с некоторыми южными странами Еврозоны, как например, Португалия, которая гораздо раньше Эстонии присоединилась к Европейскому союзу.
Эстония стала первой европейской страной, которая ввела бесплатный проезд на общественном транспорте почти на всей территории страны. В 11 из 15 уездах с 1 июля 2018 года пассажиры могут бесплатно пользоваться автобусами.
Минимальный размер оплаты труда (брутто) в Эстонии с 1 января 2019 года составляет €540 и (нетто, после вычета налогов) €516.45.
За 15 лет прошедших с момента вступления Эстонии в ЕС с 2004 по 2019 год, чистый средний размер оплаты труда вырос в стране более чем в три раза с 363€ до 1098€, а брутто минимальный размер оплаты труда вырос более чем в 3.4 раза с 158.50€ до 540€ (516.45€, нетто). ВВП Эстонии по (ППС) с 2004 года по 2019 год вырос в два раза с $23.790 млрд. до $46.587 млрд.
По прогнозам Банка Эстонии средняя брутто-зарплата в 2019 году вырастет на 8,1 % до 1415 евро, а в 2020 году на 6,4 % до 1505 евро. По прогнозам Еврокомиссии средняя зарплата (брутто) в Эстонии к 2022 году составит 1628 евро, а в долгосрочном прогнозе к 2030 году — 2364 евро, к 2050 году — 5166 евро, а к 2070 году — 10742 евро.

## С 2020 года
По состоянию на декабрь 2020 года Эстония имеет самую высокую среди всех посткоммунистических стран мира нетто среднюю (€1292,12) и по состоянию на 1 январь 2020 года вторую после Словении (€700, в Эстонии €550,38) нетто минимальную заработную плату. Средний размер оплаты труда (брутто) в Эстонии, в декабре 2020 года составляет €1604 и (нетто, после вычета налогов) €1292,12 Минимальный размер оплаты труда (брутто) в Эстонии с 1 января 2020 года составляет €584 и (нетто, после вычета налогов) €550,38.
По состоянию на декабрь 2022 года Эстония имеет самую высокую среди всех посткоммунистических стран мира нетто среднюю (€1494,97) и по состоянию на 1 января 2023 года вторую после Словении (€878,48, в Эстонии €689,92) нетто минимальную заработную плату. Средний размер оплаты труда (брутто) в Эстонии, в декабре 2022 года составляет €1901 и (нетто, после вычета налогов) €1494,97. Минимальный размер оплаты труда (брутто) в Эстонии с 1 января 2023 года составляет €725 и (нетто, после вычета налогов) €689,92.
Средний размер оплаты труда (брутто) в Эстонии, в июне 2023 года составляет €1981 и (нетто, после вычета налогов) €1545,04. Минимальный размер оплаты труда (брутто) в Эстонии с 1 января 2024 года составляет €820 и (нетто, после вычета налогов) €763,18.